# NORCECA Champions Cup femminile 2015
La NORCECA Champions Cup 2015 si è svolta dal 5 al 7 giugno 2015 a L'Avana, a Cuba: al torneo hanno partecipato quattro squadre nazionali nordamericane e la vittoria finale è andata per la prima volta alla Rep. Dominicana.

## Impianti
|                                                                                      |  |  |
| Coliseo de la Ciudad Deportiva Città: L'Avana Capienza: 15 000 Anno d'apertura: 1957 |  |  |

## Regolamento

### Formula
Le squadre hanno disputato un'unica fase con formula del girone all'italiana.

### Criteri di classifica
Se il risultato finale è stato di 3-0 sono stati assegnati 5 punti alla squadra vincente e 0 a quella sconfitta, se il risultato finale è stato di 3-1 sono stati assegnati 4 punti alla squadra vincente e 1 a quella sconfitta, se il risultato finale è stato di 3-2 sono stati assegnati 3 punti alla squadra vincente e 2 a quella sconfitta.
L'ordine del posizionamento in classifica è stato definito in base a:
- Numero di partite vinte;
- Punti;
- Rapporto dei set vinti/persi;
- Rapporto dei punti realizzati/subiti;
- Risultati degli scontri diretti.

## Squadre partecipanti
| Squadra         | Qualificazione      | Ultima partecipazione |
| --------------- | ------------------- | --------------------- |
| Canada          | Ranking NORCECA     | Debutto               |
| Cuba            | Paese organizzatore | Debutto               |
| Porto Rico      | Ranking NORCECA     | Debutto               |
| Rep. Dominicana | Ranking NORCECA     | Debutto               |

## Torneo

### Risultati
| 5 giugno 2015 Coliseo de la Ciudad Deportiva, L'Avana Durata: 2h:00 - Spettatori: 500   | Rep. Dominicana | 3 - 1 | Canada          | 25-20, 17-25, 25-19, 25-22 |
| 5 giugno 2015 Coliseo de la Ciudad Deportiva, L'Avana Durata: 1h:51 - Spettatori: 2 000 | Cuba            | 1 - 3 | Porto Rico      | 17-25, 25-23, 23-25, 17-25 |
| 6 giugno 2015 Coliseo de la Ciudad Deportiva, L'Avana Durata: 1h:36 - Spettatori: 300   | Porto Rico      | 0 - 3 | Rep. Dominicana | 26-28, 20-25, 15-25        |
| 6 giugno 2015 Coliseo de la Ciudad Deportiva, L'Avana Durata: 1h:47 - Spettatori: 500   | Cuba            | 3 - 1 | Canada          | 21-25, 25-11, 25-22, 25-23 |
| 7 giugno 2015 Coliseo de la Ciudad Deportiva, L'Avana Durata: 1h:25 - Spettatori: 350   | Canada          | 0 - 3 | Porto Rico      | 21-25, 17-25, 24-26        |
| 7 giugno 2015 Coliseo de la Ciudad Deportiva, L'Avana Durata: 1h:52 - Spettatori: 2 000 | Cuba            | 3 - 1 | Rep. Dominicana | 22-25, 25-18, 25-13, 25-23 |

### Classifica
| Pos | Squadra         | Pt | G | V | P | SV | SP | Ratio | PF  | PS  | Ratio |
| --- | --------------- | -- | - | - | - | -- | -- | ----- | --- | --- | ----- |
| 1   | Rep. Dominicana | 10 | 3 | 2 | 1 | 7  | 4  | 1,750 | 249 | 244 | 1,020 |
| 2   | Cuba            | 9  | 3 | 2 | 1 | 7  | 5  | 1,400 | 275 | 258 | 1,066 |
| 3   | Porto Rico      | 9  | 3 | 2 | 1 | 6  | 4  | 1,500 | 235 | 222 | 1,059 |
| 4   | Canada          | 1  | 3 | 0 | 3 | 2  | 9  | 0,222 | 229 | 264 | 0,867 |

## Classifica finale
| Pos     | Squadra         | Rosa |
| ------- | --------------- | --- |
| Oro     | Rep. Dominicana | Formazione: 1 J. Martínez, 2 Fernández, 3 Eve, 4 Fersola, 5 Castillo, 6 Domínguez, 7 Marte, 8 Arias, 14 Rivera, 16 Peña, 17 Mambrú, 19 Binet, 20 B. Martínez, 21 de la Cruz, CT: Kwiek |
| Argento | Cuba            | Formazione: 2 Gracia, 3 Rojas, 4 Vargas, 5 Hernández, 6 Lescay, 10 Borrel, 11 Moreno, 14 Sánchez, 15 Vílchez, 17 Casanova, 18 Matienzo, 19 Álvarez, CT: García                         |
| Bronzo  | Porto Rico      | Formazione: 1 Seilhamer, 3 Mojica, 6 Rosa, 7 Enright, 9 Cruz, 11 K. Ocasio, 12 Del Valle, 13 Ferrer, 14 Valentín, 16 Oquendo, 17 S. Ocasio, 24 Benítez, CT: Mieles                     |
| 4.      | Canada          | Formazione: 1 Guimond, 2 Page, 4 Richey, 5 Smith, 8 Thibeault, 9 Love, 12 Cross, 13 Charuk, 15 Pavan, 19 Lundquist, 20 Cranston, 23 Reesor, CT: Ludwig                                 |

|  |  | Qualificate alla Coppa del Mondo 2015. |

## Premi individuali
| Premio                 | Nome               | Squadra         |
| ---------------------- | ------------------ | --------------- |
| MVP                    | Lisvel Eve         | Rep. Dominicana |
| Miglior realizzatrice  | Melissa Vargas     | Cuba            |
| Miglior servizio       | Sheila Ocasio      | Porto Rico      |
| Miglior difesa         | Brenda Castillo    | Rep. Dominicana |
| Miglior ricevitrice    | Emily Borrell      | Cuba            |
| Miglior palleggiatrice | Jennifer Lundquist | Canada          |
| Miglior opposto        | Karina Ocasio      | Porto Rico      |
| Miglior schiacciatrice | Melissa Vargas     | Cuba            |
| Miglior schiacciatrice | Áurea Cruz         | Porto Rico      |
| Miglior centrale       | Daimara Lescay     | Cuba            |
| Miglior centrale       | Lucille Charuk     | Canada          |
| Miglior libero         | Janie Guimond      | Canada          |